# Rödelmaier
Rödelmaier è un comune tedesco di 935 abitanti, situato nel land della Baviera.